# Pożar w Rawie Ruskiej (1923)
Pożar w Rawie Ruskiej (1923) – wydarzenie, które miało miejsce latem 1923 roku.
Żywioł strawił znaczną część miasta, w tym kilkadziesiąt domów, dwa kościoły i synagogę. Pożar roznosił się z bocznej uliczki, prowadzącej do rynku. W gaszeniu brała udział miejscowa straż pożarna i jednostka przybyła z Żółkwi. W akcji ratowniczej uczestniczył też miejscowy garnizon wojskowy.
Jako przyczynę pożaru podawano wadliwą budowę piekarni. Według innych wersji zarzewie mogło pochodzić z dworca kolejowego. Fakt gwałtownego rozprzestrzeniania się ognia w mieście zdawał się wskazywać na rozmyślne podpalenie.